# Anglia vasúttársaságainak listája
Ez a lista az Egyesült Királyság vasúttársaságainak nevét tartalmazza.

## Vasúttársaságok
- BR - British Railways Board ("British Rail")
- ATW - Arriva Trains Wales Ltd./Trenau Arriva Cymru Cyf.
- AXC - Arriva CrossCountry
- c2c - c2c Rail Ltd.
- CD - Cotswold Rail
- CLR - Colas Rail Ltd.
- CR - Chiltern Railways Ltd.
- DRS - Direct Rail Services Ltd.
- EMT - East Midland Trains Ltd.
- EUKL – Eurostar UK Ltd. (LCR Ltd. - ICRR Ltd.)
- EWS - English, Welsh & Scottish Railway Ltd.
- FCC - First Capital Connect
- FGW - Great Western Trains Company Ltd. ("First Great Western")
- FSR - ScotRail Railways Ltd. ("First ScotRail")
- FL - Freightliner Ltd.
- FLL - Fastline Ltd. (Jarvis)
- GBRf - First GB Railfreight Ltd.
- GCR - Grand Central Railway Ltd.
- GX - Gatwick Express Ltd.
- HT - Hull Trains Ltd.
- HX - Heathrow Express Operating Company Ltd.
- IL - Island Line Ltd. (most része a SWT franchise-nak)
- LM - London Midland
- LO - London Overground Rail Operations Ltd
- MD - Mendip Rail
- ME - Merseyrail Electrics (2003) Ltd.
- NR - Network Rail
- NRL - Northern Rail Ltd.
- NXEA - National Express East Anglia (korábbi "one")
- NXEC - National Express East Coast
- NYMR - North Yorkshire Moors Railway
- RT - RT Rail
- RV - Riviera Trains
- SE - Southeastern Railway
- SN - New Southern Railway Ltd. ("Southern")
- SO - Serco Railtest
- SR - Swift Rail
- SWT - South West Trains Ltd.
- TPX - TransPennine Express Ltd.
- VWC - Virgin West Coast (Virgin Trains Ltd.)
- WCRC - West Coast Railway Company